# Paul Ricca
Paul "The Waiter" Ricca (Nápoles, 1897 — 11 de outubro de 1972) foi um renomado membro da Máfia de Chicago, Illinois, EUA. Seu nome de batismo era Felice DeLucia. 
Em 1915, DeLucia teve sua primeira experiência criminosa quando matou um homem, recebendo a pena de dois anos de prisão. Em 10 de agosto de 1920, DeLucia subiu a bordo de um navio com destino a New York City, NY, EUA, depois de ter matado o homem que testemunhou contra ele no seu julgamento. Enquanto estava em New York - um lugar onde não permaneceu muito tempo -, ele mudou seu nome para Paul Ricca e pegou um trem para Chicago.    
Em Chicago, Ricca conseguiu um trabalho como garçom num restaurante cujo proprietário era Joseph "Diamond Joe" Esposito, daí seu apelido. Ricca logo se aproximou dos muitos mafiosos de primeira classe que vinham à porta. Rapidamente o garçom se tornou num afamado gangster. E tão rápido quanto, Paul se tornou o segundo em comando de Frank Nitti, o chefão de Chicago na época. 
A Máfia de Chicago (por causa da grande influência do mafioso Johnny Roselli, também conhecido como "Johnny Ross") estava fazendo ligações com Hollywood, Los Angeles, na  Califórnia, com o objetivo de extorquir os maiores estúdios do cinema tais como RKO Pictures, Paramount Pictures, MGM e 20th Century Fox. 
Porém, após alguns anos, o negócio de extorsão foi por água abaixo quando a polícia chegou ao clímax nas investigações sobre o caso. Com isso, uma reunião foi feita na casa de Nitti em Chicago, à qual Ricca certamente estava presente. Havia ficado decidido que Nitti tinha que se entregar para o bem de todos. Nitti ficou furioso com a decisão (que sofria de claustrofobia severa e temia o confinamento na prisão) e mandou todos embora. No dia seguinte, Nitti se suicidou. Então, Ricca tomou as rédeas como chefão de Chicago.
Em 30 de dezembro de 1943, um grande júri do governo dos Estados Unidos da América deu o veredito de culpado a Ricca e seus associados, ficando Paul Ricca com 10 anos de prisão. Graças aos esforços de Murray "The Camel" Humpheys, o elo político da Máfia de Chicago, que fez pessoalmente uma ligação para Tom C. Clarck, Advogado-Geral, em nome de Harry Truman, Ricca e Rosselli saíram em três anos. O único inconveniente era que Paul não poderia mais estar em companhia de gangsters. Com isso, Tony Accardo se tornou o novo chefe de Chicago. Ricca permaneceu como um conselheiro da Organização até sua morte em   1972. 